# 国民民主党 (インドネシア)
国民民主党（こくみんみんしゅとう、尼: Partai Nasional Demokrat）は、2011年に元インドネシア国会議員であり、実業家のスリヤ・パロによって設立されたインドネシアの政党である。通称は、ナスデム党。
この党は、同じ名前の運動から発展した。

## 党史
この党は、現在は休眠状態の青年対象のNGOであるナショナル・デモクラット（National Democrats）に由来しており、2010年にメディアグループを所有するスリヤ・パロと、ジョグジャカルタ市のスルタンであるハメンクブウォノ10世によって設立された。
これは、スリヤ・パロが所有するメディアで広範な報道を受けた。2011年には、ハメンクブウォノが組織を去り、その政党化に不満を抱いている。それからわずか1か月も経たないうちに、スリヤ・パロが国民民主党を結成し、初代議長に元国民信託党の政治家であるパトリス・リオ・カペラを任命した。
この党は正式に2011年7月26日に宣言されたが、それ以前には法務省に既に3月に登録されていた。党の最初の大会は2013年1月に開催され、スリヤ・パロが2013年から2018年までの党議長に任命された。その大会ではまた、彼に党の戦略と方針を決定し、2014年の選挙での勝利に向けた完全な権限が与えられた。
同じ月に、他の創設者であり資金提供者であるメディア大物ハリ・タヌソディブジョも、巨大なメディアヌサンタラチトラメディアグループの創設者である彼がスリヤ・パロの任命に抗議して突然党を離れ、元将軍ウィラントが率いる人民良心党に寝返った。ハリはその後、その党の副大統領候補となる。2013年末には、国民民主党が2014年の選挙に出馬するために申請し、2014年1月7日には選挙委員会が国民民主党がすべての要件を満たす唯一の新党であると発表した。彼は他の12の国内政党と競合した。